# Roberto Lanatta
Roberto Lanatta Koster (Lima, 24 de marzo de 1965) es un exfutbolista peruano de gran habilidad y olfato goleador. Jugaba como delantero y se destacó en el club Alianza Atlético y en el Defensor Lima. 
Desarrolló su carrera como jugador en diversos clubes de Perú, Holanda y El Salvador.

## Trayectoria
Empezó su carrera deportiva en las divisiones menores de Universitario de Deportes, con la camiseta crema integró el plantel de 1985, año en que saldrían campeón. Personalmente jugaría menos de 5 partidos en el campeonato. Por lo cual, a mitad de año es cedido al RKC Waalwijk de Holanda (su primera experiencia en el extranjero).
En RKC Waalwijk jugó como delantero durante dos temporadas, no llegó a ser titular del equipo, siempre era revulsivo y registró pocos goles en su primera temporada y perdiendo el puesto en su último año. Estaría de vuelta en Perú, el año 1987, pero ya había acabado su contrato con la "U" y no hubo renovación, por lo cual lo acogió el Atlético Grau de Piura.
Mostraba cualidades y destellos en Piura, Lanatta había marcado por primera vez en la Primera División Peruana ese año. En este mismo año llama la atención de Alianza Atlético, quien lo lleva a Sullana, y donde mostraría su mejor versión, convirtiéndose en goleador del equipo. Al año siguiente le llega una propuesta superior de Defensor Lima a diferencia del contrato de renovación en Alianza Atlético, por lo cual se muda a Breña.
Abandonó el Defensor Lima en 1991, para fichar posteriormente por el Deportivo Municipal, en el que jugó 2 temporadas, en el Deportivo Sipesa, donde jugó 1 temporada y volvió al Alianza Atlético, también 2 temporadas, para luego finalizar su carrera deportiva en el año 1998 en el futbol salvadoreño.

## Clubes
| Club                      | País         | Año       |
| ------------------------- | ------------ | --------- |
| Universitario de Deportes | Perú         | 1984-1985 |
| → RKC Waalwijk (cedido)   | Países Bajos | 1985-1986 |
| Atlético Grau             | Perú         | 1987-1988 |
| Alianza Atlético          | Perú         | 1989      |
| Defensor Lima             | Perú         | 1990-1991 |
| Deportivo Municipal       | Perú         | 1992-1993 |
| Deportivo Sipesa          | Perú         | 1994      |
| Alianza Atlético          | Perú         | 1995-1997 |
| Sonsonate F.C             | El Salvador  | 1997-1998 |

## Títulos

### Campeonatos nacionales
| Título                     | Club                      | País | Año  |
| -------------------------- | ------------------------- | ---- | ---- |
| Campeonato Descentralizado | Universitario de Deportes | Perú | 1985 |